# Para-karaté
Le Para-karaté ou le handikaraté, (handi-karaté ou handi karate) est la variante du sport du karaté adapté aux personnes en situation de handicap. Ce sport de combat est en effet praticable par l'ensemble du faisceau des personnes à mobilité réduite, des personnes en situation de handicap mental ainsi que des personnes ayant un handicap visuel. Tous peuvent prétendre l'exercer, qu'ils soient atteints d'un handicap de naissance ou acquis (à la suite soit d'un accident soit de soucis de santé).
L'appellation officielle ayant la reconnaissance des instances internationales du sport étant plutôt de « para-karaté ». C'est sous cette appellation que l’International Paralympic Commitee envisage avec la Word karate Federation d'intégrer la discipline au rang des sports paralympiques officiels pour les Jeux paralympiques d'été de 2028 .

## Pratique
Les variantes des exercices sont assez similaires en soi que la pratique connue du karaté conventionnel. On y retrouve donc : Kata, Kihon, kumite et Bunkai pratiqués soit avec ou contre d'autres personnes en situation de handicap, soit encore contre des valides. Les uns ou les autres jouant à tour de rôle, la situation de Tori ou de Uke.
Cette pratique se retrouve également dans des contextes de handicaps plus lourds, notamment ceux dont les sujets accusent d'un souci cognitif plus important où les exercices sont dès lors associés plus à de la psychomotricité telle que celle donnée d'habitude à des publics plus jeunes. Ces exercices sont plus orientés vers les pratiquants en situation de handicap mental (Personnes en situation d'autisme, de Syndrome de down, etc.). On se sert pour ces pratiquants de poignets de couleurs, d'idéogrammes pour indiquer les directions sur le tatami et de tapis de marche indiquant la place des pas (colorés également).
On peut trouver cette pratique sous différentes appellations dont une, I-Karaté (comme Inclusive Karate), est utilisée pour moins stigmatiser les personnes pratiquant cette discipline et les inclure dans la globalité de la communauté des adeptes des arts martiaux.
Quel que soit le handicap du pratiquant ou la variante des exercices, tous ces exercices sont totalement sécurisés et adaptés. Ils ont un impact cognitif et physique indéniable sur leurs adeptes. Plusieurs études ont été suivies en la matière dont une très importante développée dans le cadre du projet européen Erasmus plus est toujours en cours sous la responsabilité de l'Université de Rome

## Compétitions

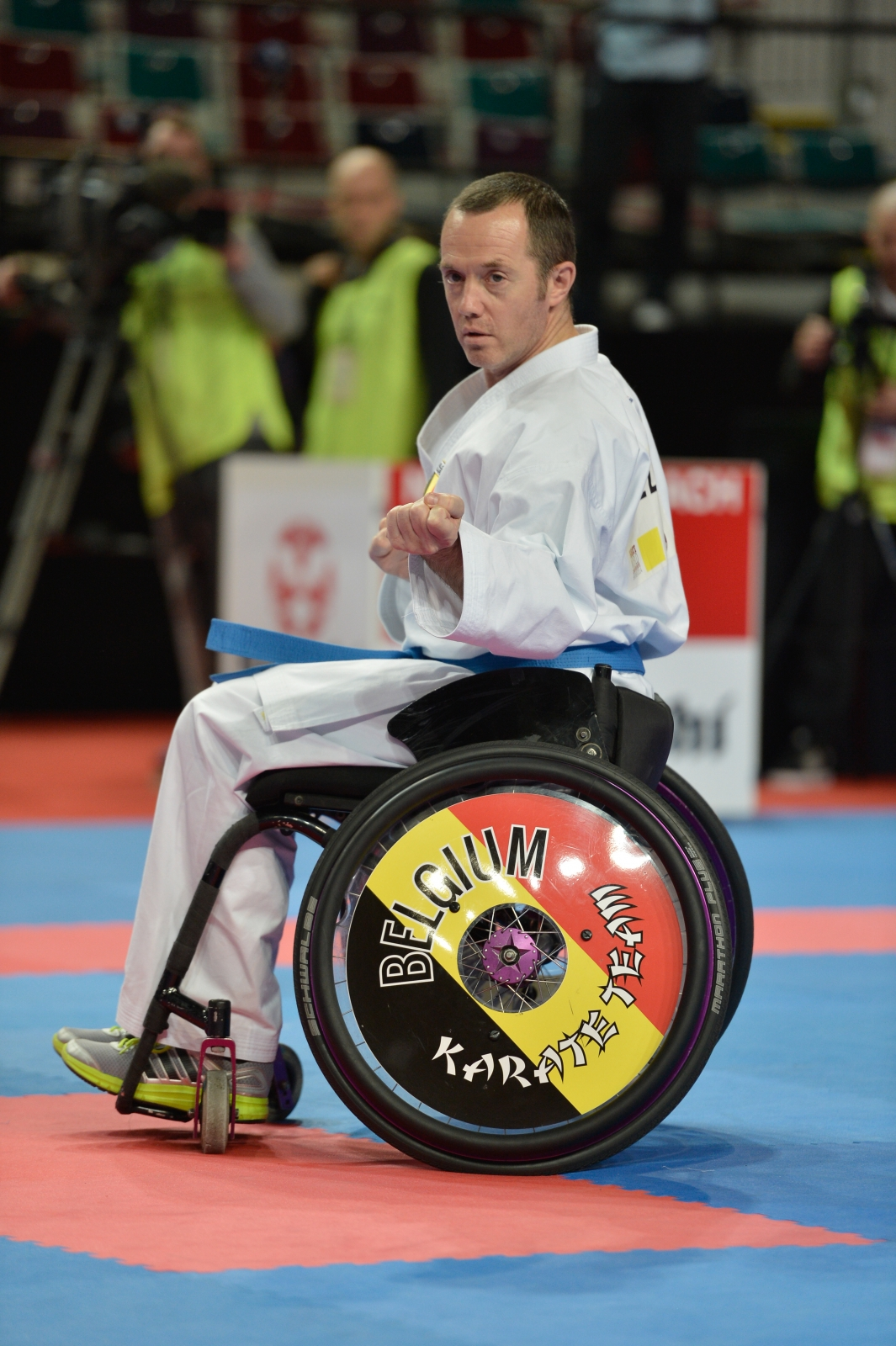
Compétition de kata : Franck Duboisse, champion du monde WKF 2014

Nombre de compétitions émaillent de nos jours le paysage du karaté pour personnes en situation de handicap. On peut retrouver trace des premières grandes initiatives vers 2005, 2006.
La Fédération mondiale de karaté a, depuis 2014, intégré toute une série de catégories dans ses propres championnats mondiaux, à l'occasion des mondiaux de Brême
La World Karate Federation, candidate avec le karaté pour les Jeux Olympiques de Tokyo, renouvellera les épreuves  lors des prochains championnats du monde qui se dérouleront à Linz en octobre prochain 

### Types d'épreuves

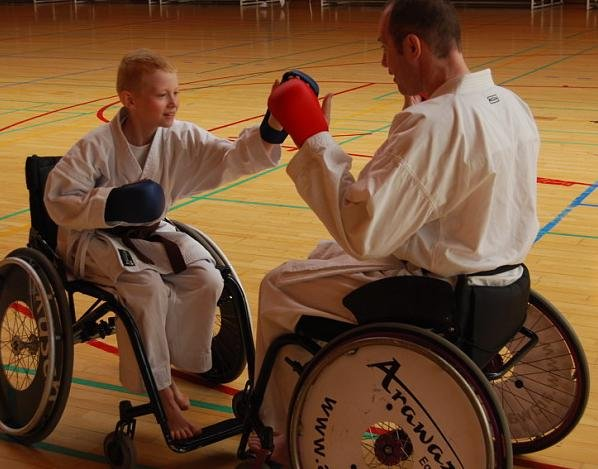
Exercice de kumite (combat) dans sa version sportive dont les échanges sont très contrôlés

Les épreuves de combat, appelées « kumite », ne sont pas reconnues par la WKF et la pratique de compétition se limite dans son contexte à du seul kata en individuel.
Néanmoins dans des associations internationales, des compétitions connaissent différentes autres variantes : 
- le kata en individuel et par équipe (équipes de personnes handicapées seulement ou mélangées avec des valides) ;
- le Ippon-kumite (charges codifiées contre un valide et jugées par les arbitres)

### Lieux de compétitions
Nombre des compétitions commencent à apparaître dans les calendriers de karaté : Challenge international de I-Karaté de Strasbourg (France), SKFB belgian Open, Bosphorus Cup à Istanbul, Belgian I-Karate Open, K1 Dubaï Open (Arabie saoudite), Dragon Days - Mantoue (Italie), Istanbul Karate Open, WKF Dublin Open (Ireland), Celadrin Cup Toscan Open - Follonica (Italie), European Goju-Ryu Championships, Inclusive Karate Panama Open , IKF World Cup , WKF Worlchampionships, etc.
Les catégories de type de handicap dans lesquels sont répartis les athlètes peuvent varier selon la fédération ou l'association qui organise les compétitions.

## Classifications

### EnWKF

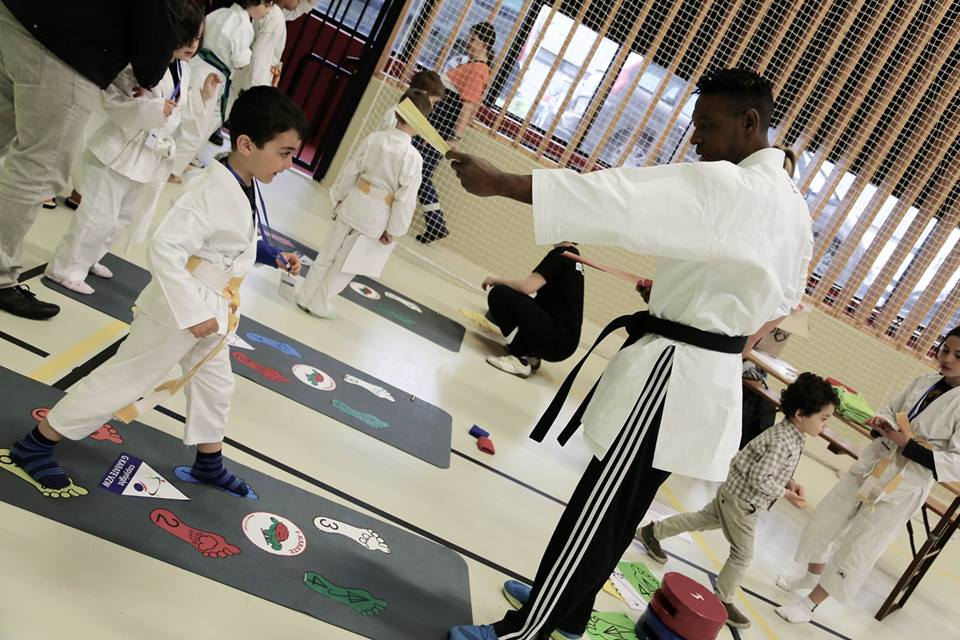
Les épreuves pour athlètes en situation de handicap mental. Les catégories enfants dans ce cas de figure.

Depuis les championnats mondiaux de Brême (2014), les catégories en WKF sont les suivantes :
- personnes utilisatrices de chaise et personnes atteintes de déficiences locomotrices (atteintes médullaires, pathologies ayant pour conséquence la perte de sensations neurologiques périphériques et/ou profondes...). Les personnes ayant connu une amputation d'un ou des membres inférieurs étaient aussi permis mais devaient pratiquer sans l'utilisation de prothèses);
- personnes en situation de handicap mental (sujets atteint du syndrome de Down) ;
- personnes en situation de handicap visuel.

La plupart des athlètes sont versés par grand type de handicap, dans les mêmes poules et obtiennent une cote de handicap qui leur donne droit à des points de bonus pour compenser les différences de mobilité ou de capacité mentale qui peuvent exister. Le système a le mérite d'associer le plus grand nombre mais il reste relativement assez inéquitable pour les athlètes les plus affectés par leur(s) handicap(s).
Depuis juillet 2016, en conformité avec les standards du Comité international paralympique, la décision a été prise de recourir à la dénomination "para-karaté"

### En l'IKF (Inclusive Karate Federation)
Pour les articles homonymes, voir IKF.
Le nombre de typologies des athlètes va considérablement augmenter. Le système va dès lors se rapprocher d'une classification telle qu'elle rencontre mieux les critères et habitudes des grands organismes internationaux officiels tel l'IPC, organisateur des Paralympics :
- 7 catégories d'utilisateurs de chaise (dont 2 catégories de chaises électriques et certaines tenant compte d'un handicap cognitif) ;
- 3 catégories de personnes en situation de handicap mental ;
- 2 catégories de personnes en situation de syndrome d'Asperger ;
- 3 catégories de personnes en situation de handicap physique mais qui restent piétons (personnes ayant connu un AVC, personnes hémiparétiques...) ;
- 2 catégories de personnes en situation de handicap visuel.

À ces catégories peuvent venir se superposer encore des catégories d'âges et de sexe.

## Athlètes présents sur le plateau mondial

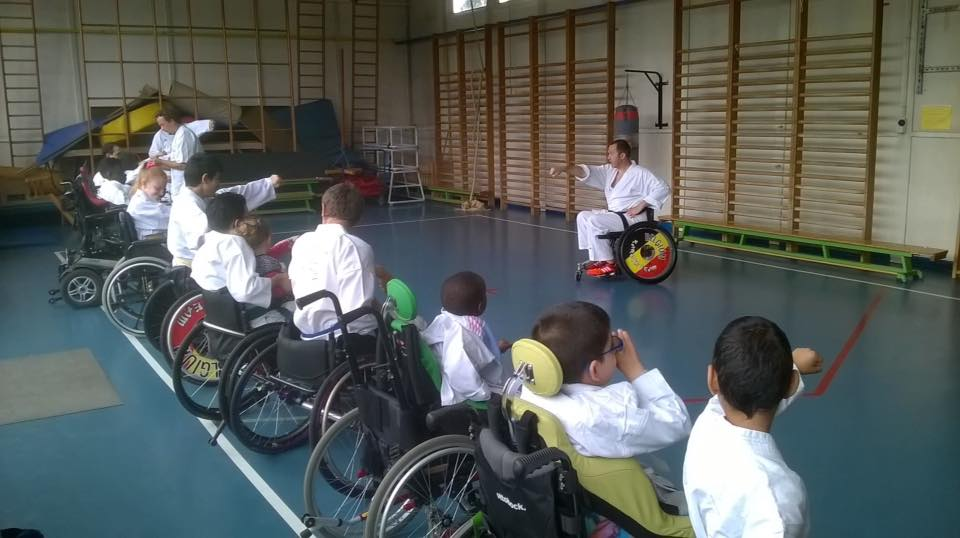
Exercice au sein d'un centre d'accueil pour enfants infirmes moteur-cérébraux

Plusieurs athlètes tournent dans les grandes compétitions à l'heure actuelle. Voici la liste de ceux ayant gagné les plus d'épreuves dans des catégories de handicap très diverses :
- Fatah Sebbak (France)
- Franck Duboisse (Belgique) - champion du monde Kata chaise 2014
- Tosic Skender (Slovenia) - champion du monde Kata chaise 2016
- Jordan Fonteney (France)
- Sven Baum (Allemagne)
- Uliana Smyrnova (Ukraine) - Championne du monde Kata chaise 2014
- Mendy Swoboda (Autriche)
- Pontus Johansson (Suède)
- Simona Merla (Italie)
- Salma Alaaeldin (Égypte)
- Marvin Nöltge (Allemagne)
- Helga Balkie (Allemagne)
- Ray Morcomb (Australie) - Champion du monde Kata 2014 handicap visuel
- Dave Kengen (Pays-Bas)...
- Albert Singer ( Allemagne) - Champion du Monde WKF Kata 2016 handicap mental
- Michael Lesic ( Allemagne) - Vice - champion du Monde WKF Kata 2014 handicap mental